# Quần đảo Anambas
Quần đảo Anambas (tiếng Indonesia: Kepulauan Anambas) là một quần đảo nhỏ của Indonesia, thuộc Biển Đông và nằm giữa vùng đất liền Malaysia ở phía tây và đảo Borneo ở phía đông. Anambas có trữ lượng dầu khí lớn khí tự nhiên được xuất khẩu sang Singapore và Malaysia. Hòn đảo Matak là cơ sở chính cho việc thăm dò dầu khí. Các quần đảo khác là Siantan (Terempa), Mubur, Jemaja và Kiabu (Airabu).

## Nghiên cứu thêm
- Cơ quan Không gian Địa lý Tình báo (2005) "Borneo: Northwest Coast and Kepulauan Tudjuh" Sailing directions (enroute): Borneo, Jawa, Sulawesi, and Nusa Tenggara Cơ quan Không gian Địa lý Tình báo Hoa Kỳ